# Župa (Danilovgrad)
Pour les articles homonymes, voir Župa.
Župa (en serbe cyrillique : Жупа) est un village du centre du Monténégro, dans la municipalité de Danilovgrad.

## Démographie

### Évolution historique de la population
| 1948 | 1953 | 1961 | 1971 | 1981 | 1991 | 2003 |
| ---- | ---- | ---- | ---- | ---- | ---- | ---- |
| 104  | 109  | 122  | 60   | 41   | 37   | 26   |